# Inga von Malmborg
Ingeborg (Inga) Eva Maria von Malmborg, född Schough 18 februari 1865 i Piteå, död 27 juni 1955 i Stockholm, var en svensk målare.
Hon var dotter till Robert Schough och Charlotta Nicolina (Lina) Berg och från 1894 gift med majoren Otto August von Malmborg samt därigenom mor till Boo von Malmborg. Hon studerade akvarellmålning för Virginia Larsson omkring 1885 och oljemålning upprepade tillfällen för Severin Nilsson från 1888 samt målning för Axel Jungstedt 1892. Hon räknades som en skicklig kopist av verk efter Egron Lundgren. Hennes konst består av stilleben, porträtt och landskap utförda i olja eller akvarell. Hon signerade även efter sitt giftermål sina arbeten med I.S..